# Rémi Lasnier
Rémi Lasnier est un joueur international français de rink hockey né le 23 mai 1987. 

## Carrière
En 2008, il marque à deux reprises lors du championnat d'Europe et se classe à la 4e place avec l'équipe de France. 
En 2012 et 2013, il joue à trois reprises en coupe cers. 